# Teilhol
Teilhol est une marque d'automobile française créée en 1958 par Raoul Teilhol, d'abord sous le nom d'ACL (Ateliers de Construction du Livradois). Elle prend le nom de son fondateur en 1978.

Raoul Teilhol est mort le 18 avril 2008.

## Historique

### Les années Renault

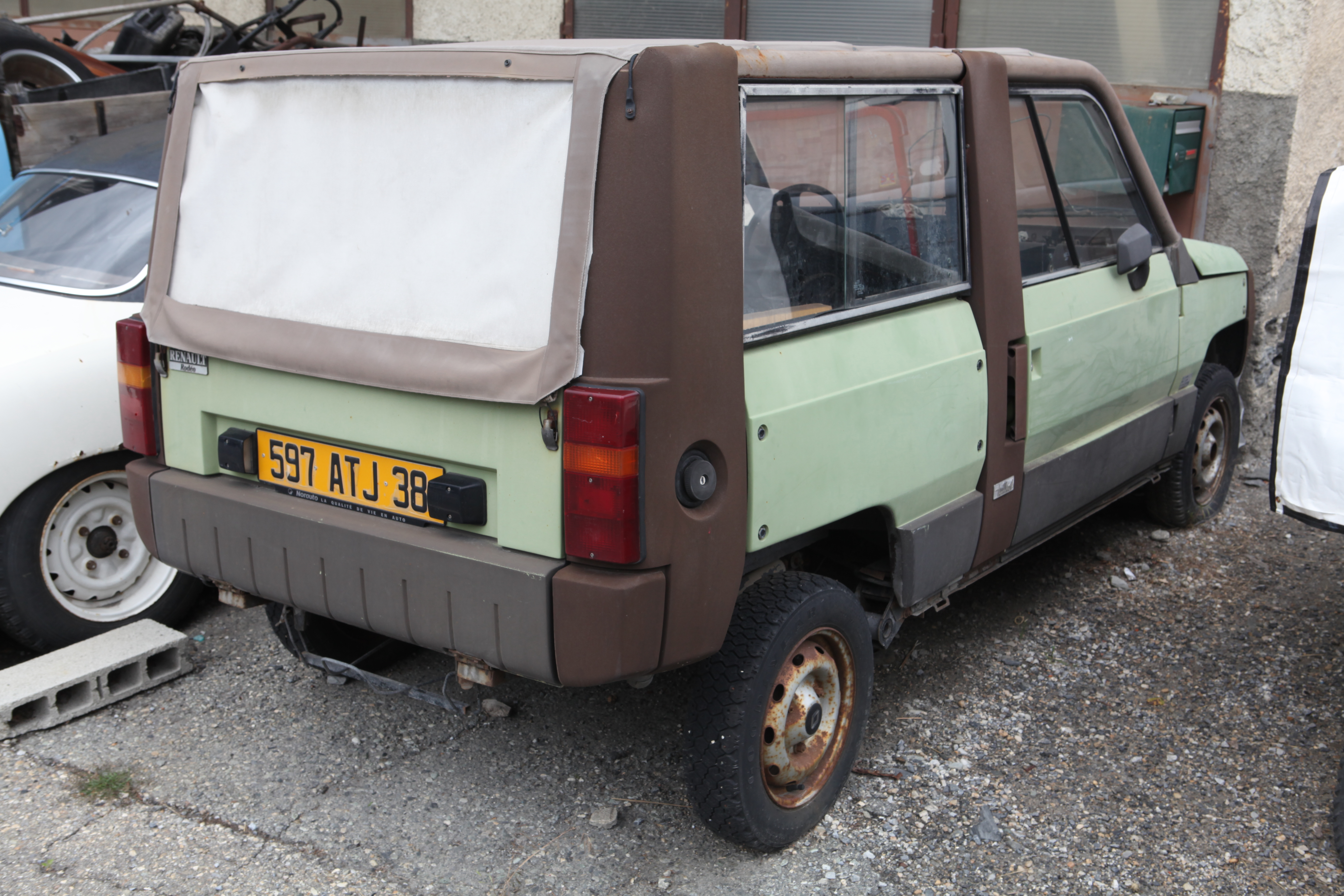
Arrière d'une Renault Rodéo 5 produite par Teilhol.

Au début des années 1970, Teilhol conclut un partenariat avec Renault pour concurrencer la Citroën Méhari apparue en mai 1968. Teilhol se met donc à produire les Renault Rodéo 4, 6 puis 5.
Dans les années 1970, elle commence aussi à produire des voiturettes, dont la Citadine, électrique et sans permis. Cela va sauver la marque, car Renault, son principal client, l'abandonne dans les années 1980 dans un climat économique morose.

### Le passage chez Citroën
En 1986, Raoul Teilhol doit cependant déposer le bilan. La firme commence alors à s'intéresser à Citroën qui construit avec succès le fourgon C15. Un accord est passé entre les deux constructeurs pour que Teilhol puisse construire et commercialiser des C15 rallongés. Mais le contrat fait boule de neige car Teilhol se met ensuite à produire des fourgonnettes AX, des C35 rallongés et des BX modifiées en utilitaires.

### La Tangara (1987-1990)

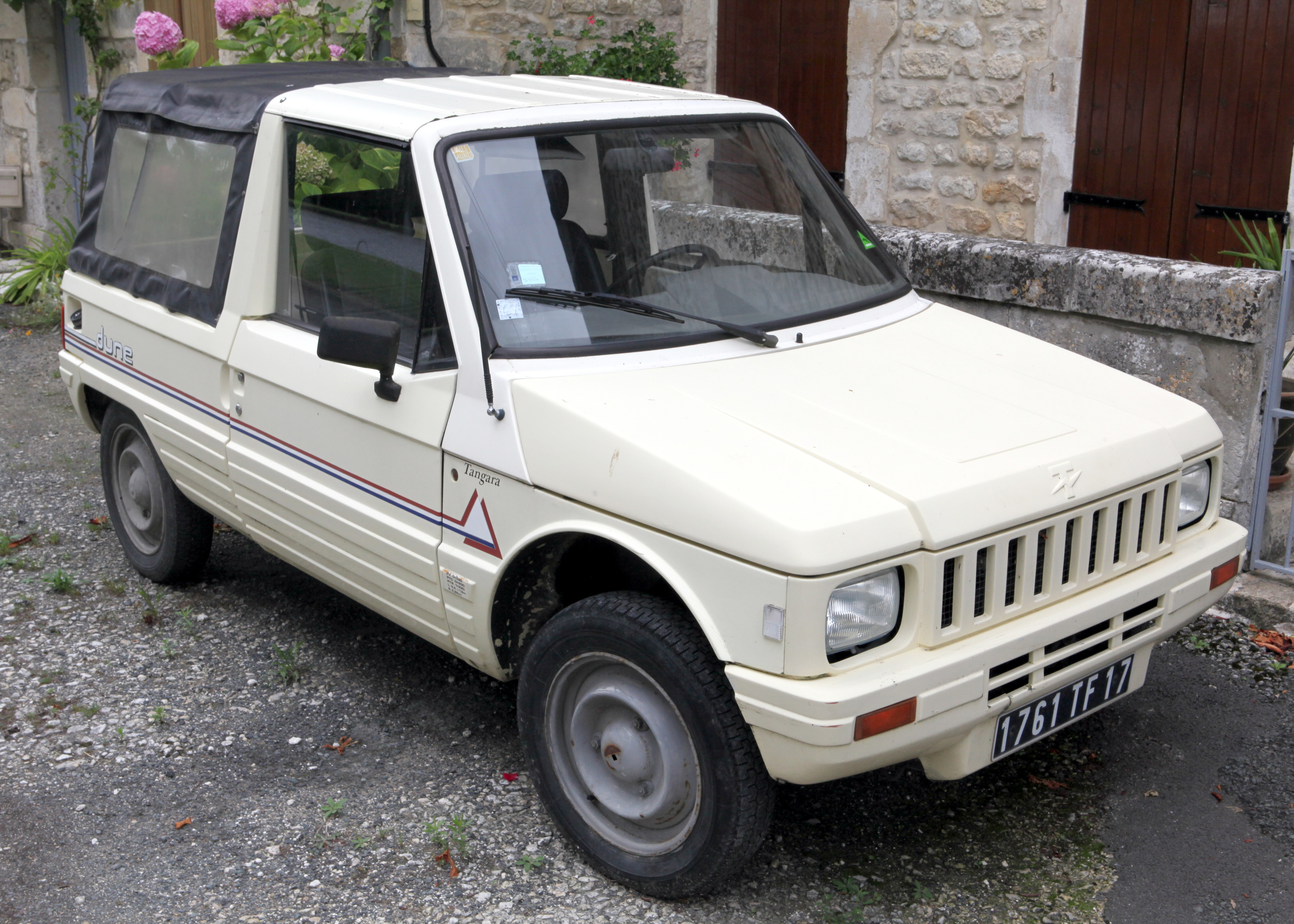
Une Teilhol Tangara (série spéciale « Dune »)

Jamais à court d'idées, Raoul Teilhol songe à une remplaçante pour la Citroën Méhari dont la production va se terminer en 1987. Après une rapide étude de style, Raoul et Guy Teilhol présentent la Teilhol Tangara 3 CV au Salon de Paris de 1987. La nouvelle venue est basée sur la plateforme de la 2 CV 6, à qui elle emprunte son moteur et son volant. Les feux arrière sont ceux des Peugeot 205, les clignotants et les rétroviseurs proviennent des Renault Express. À l'intérieur, une planche de bord en polyuréthane sur laquelle vient s'installer l'instrumentation des 2CV 6 Charleston et Club. Les sièges, les garnitures de porte et le pare-brise proviennent du Citroën C15.
La Tangara est disponible avec ou sans hard-top et en motorisation de 2 CV environ 1350 exp : 4x2 dont 47 exp en 4x4 ou d'AX 4x2 ;4x4 . Les nouveautés autour de la Tangara vont se succéder : la série spéciale « Dune » en 1988, la version 4x4 Voisin (avec la 1 ère et 2 eme en boite courte et 3 eme 4 eme boite longue)en 1989, et pour finir, le dérivé de la Tangara, la Théva sur base d'AX en 1989, disponible avec une peinture bicolore. Elle remporte un succès modeste, dû en grande partie à son habitabilité supérieure à celle des Méhari et autres 2 CV. De nombreuses Tangara seront exportées outre-mer.

### La fin
Des problèmes de trésorerie vont achever Teilhol qui jette l'éponge au printemps 1990 : l'entreprise est mise en liquidation judiciaire en mars 1990. Elle est reprise par le groupe français REXIAA en 1994 et devient CONCEPT COMPOSITES AUVERGNE - 2CA.

Dans un premier temps, la société 2CA a repris la fabrication des pièces de toutes les Teilhol pour en assurer le service après-vente avant de revendre cette activité, avec la totalité des pièces détachées et les moules.
Un recensement a été effectué[Quand ?] pour déterminer le nombre de Tangara encore en circulation : il en resterait une centaine, dont moins d'une dizaine de la série limitée « Dune »[réf. souhaitée].

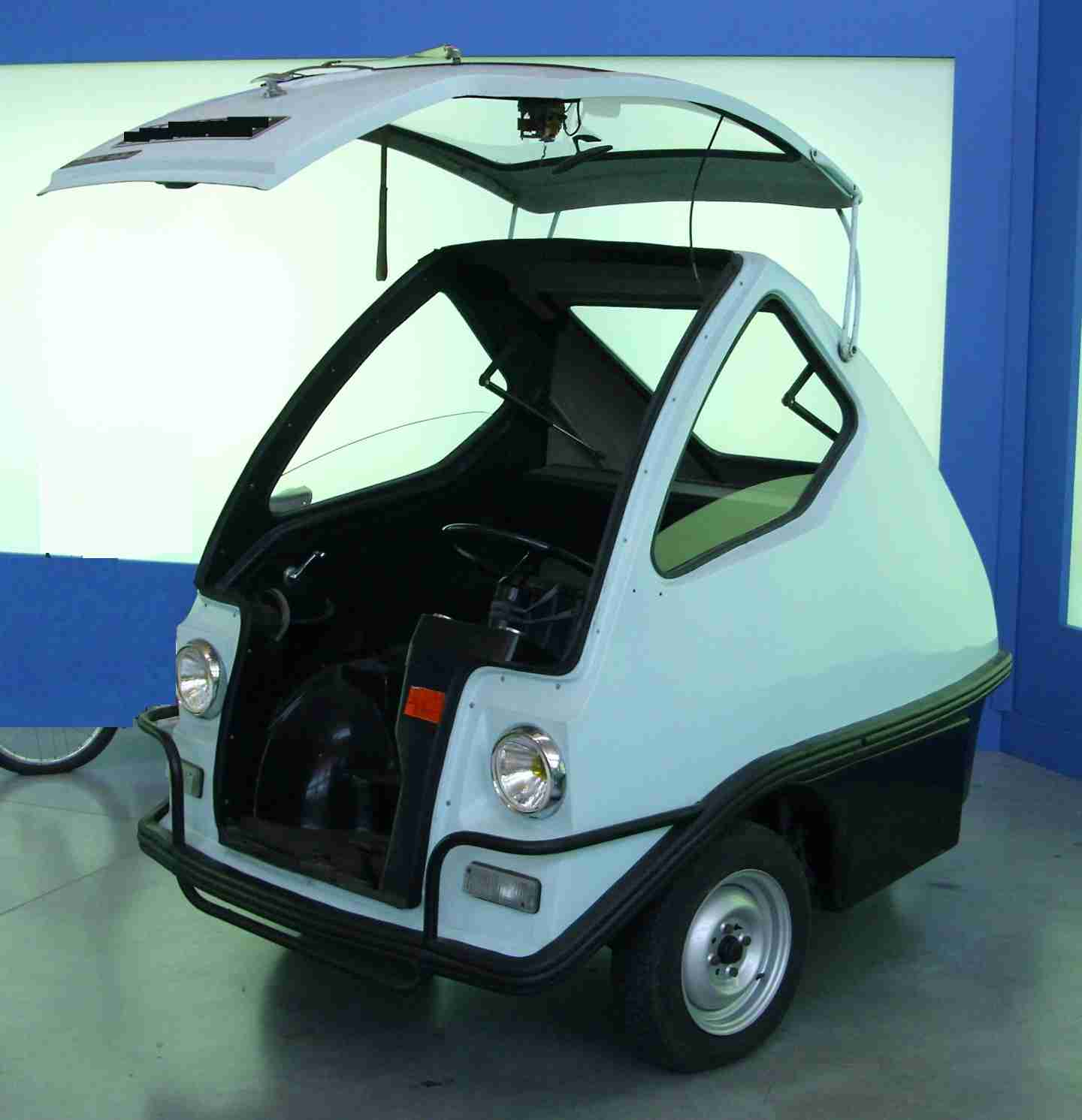
Une Citadine (1972) (voiturette électrique)
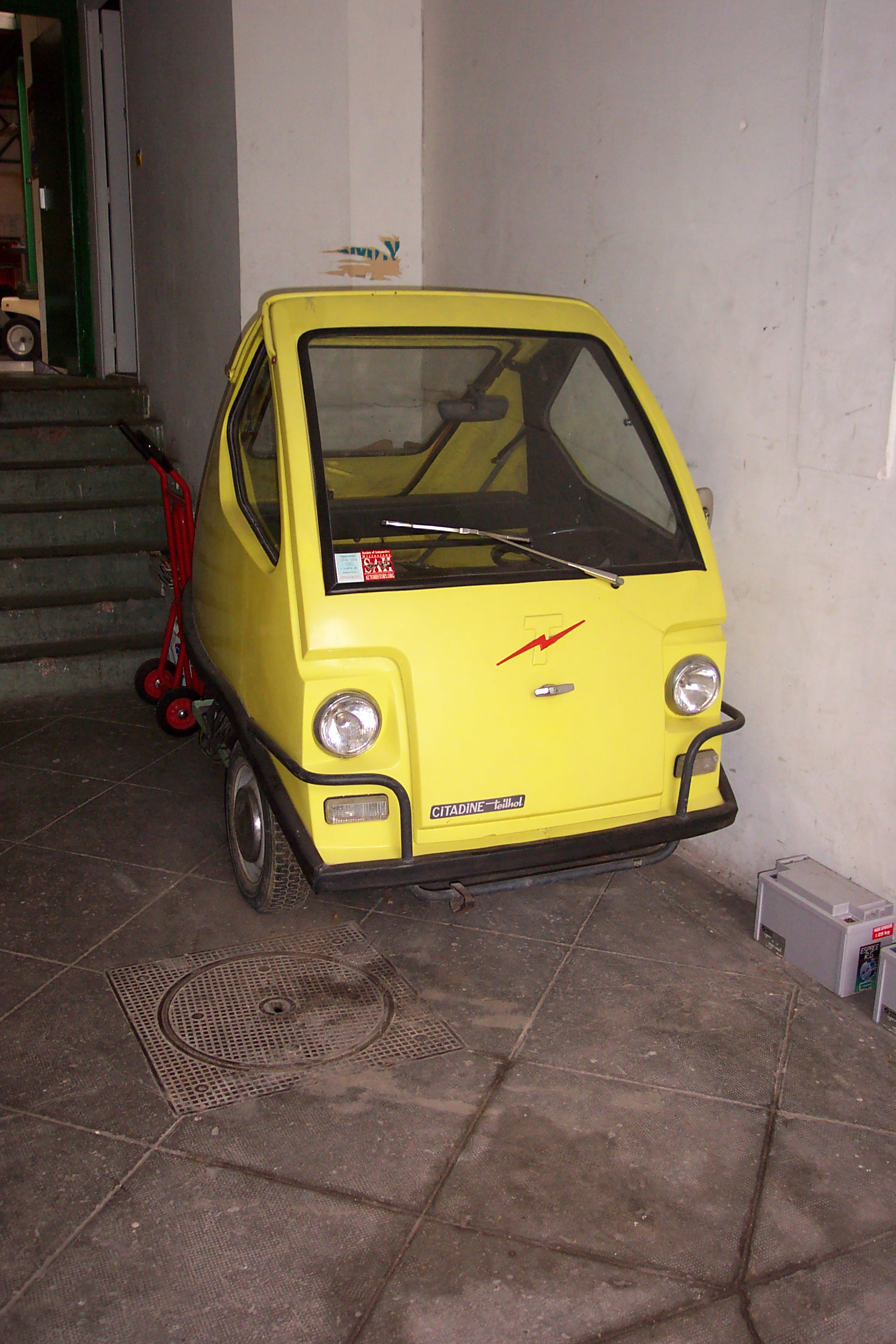
Une autre Citadine
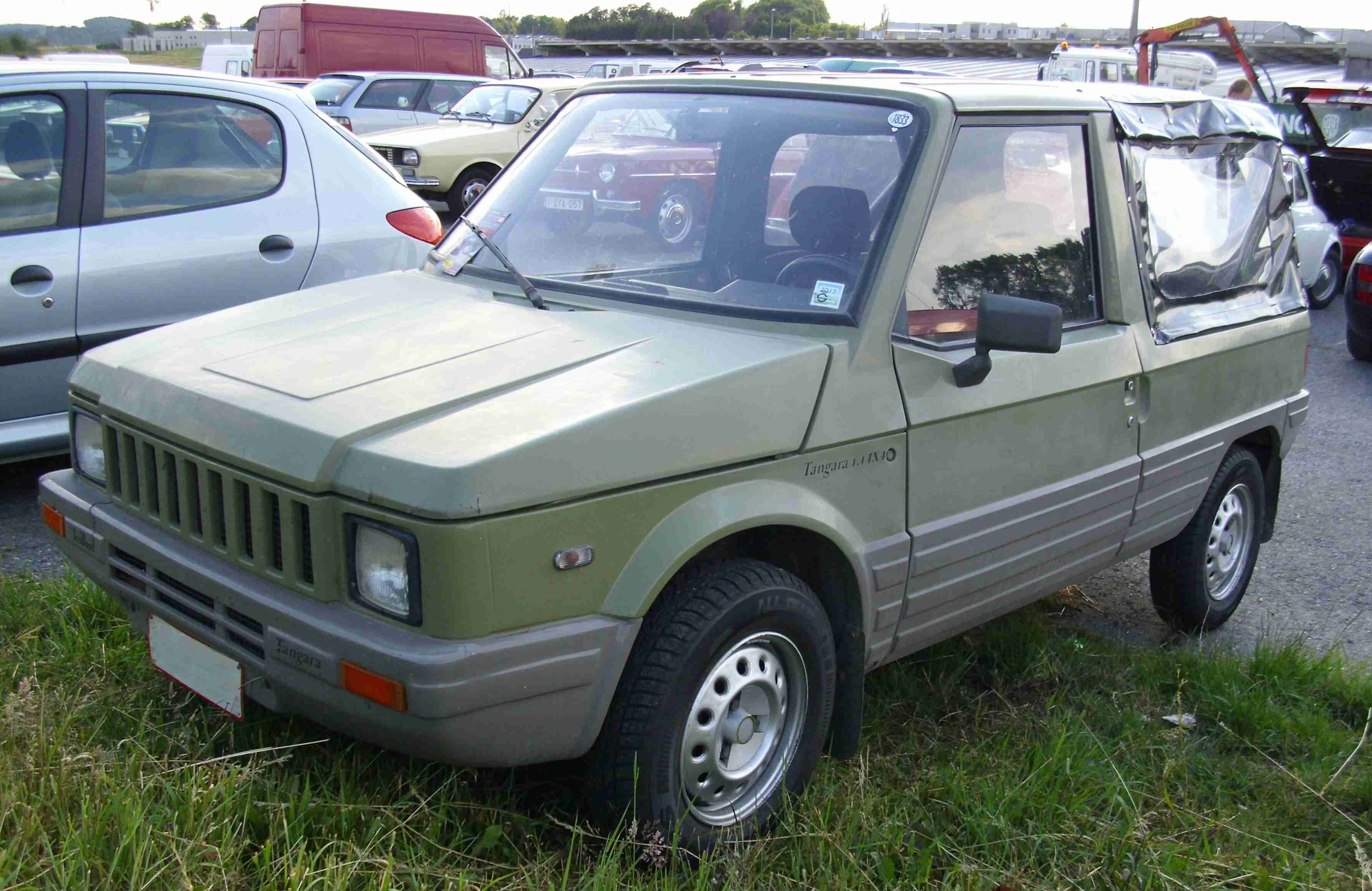
Une Tangara (1987-1990)